# 華盛頓哥倫比亞特區區徽
华盛顿哥伦比亚特区区徽为华盛顿哥伦比亚特区的区徽，由一个圆形设计组成，“哥伦比亚特区”的字样以弧线横跨顶部内部。印章包括两个人形，分别是乔治·华盛顿和一个被蒙住眼睛的正义女神形象，后者的右手拿着一个花环，左手拿着一块石碑，上面写着“宪法”。印章上还描绘了美国国会大厦，几件农产品，一只处于战争姿态的鹰，一辆跨越波托马克河的火车火车头，上面印着耀眼的太阳，后面还有几节火车车厢。印章上写着哥伦比亚的格言，“JUSTITIA OMNIBUS”（拉丁语，意为“人人享有公正”)；以及“1871”(代表1871年通过的哥伦比亚特区组织法，该法将该地区组织成现在的形式)。区徽通常是黑色和白色的。哥伦比亚特区的特区秘书是区徽的官方保管人。